# Años 270 a. C.
Los años 270 antes de Cristo fueron los años transcurridos del 279 a. C. al 270 a. C. del calendario romano prejuliano. En el Imperio romano se los conoció como los años 474 a 483 ab urbe condita.

## Acontecimientos
- 279 a. C.: en la actual Serbia, los escordiscos fundan Singidon (la actual Belgrado).
- 279 a. C.: en la batalla de Asculum, Pirro de Epiro derrota a los romanos.
- 279 a. C.: en Grecia muere el rey de Macedonia, Ptolomeo Cerauno, en combate contra los gálatas.
- 271 a. C.: en Grecia —con la restauración de los territorios capturados por Pirro, y con aliados agradecidos en Esparta y Argos, y guarniciones en Corinto y otras ciudades griegas clave—, Antígono II se asegura el control de Macedonia y Grecia. Antígono se convierte en el jefe de la Liga de Tesalia y está en buenos términos con sus vecinos Iliria y Tracia. Asegura su posición en Grecia manteniendo fuerzas de ocupación macedonia en las ciudades de Corinto, Calcis (en la isla de Eubea) y Demetrias (en Tesalia), los tres "grilletes" de la Hélade.
- 271 a. C.: en el sur de la India, el ejército norteño mauria es expulsado de Kadamba por una coalición de reyes tamiles bajo el emperador Cenni Cholan.

## Fallecimientos
- 279 a. C.: Ptolomeo Cerauno, rey macedonio.